# Meteos
Meteos ist ein 2005 veröffentlichtes Puzzle-Computerspiel des japanischen Entwicklers Q Entertainment für die Handheld-Konsole Nintendo DS. Das Spiel gehört zu den bestbewerteten Spielen der Plattform und wurde mehrfach ausgezeichnet. 2007 erschien der Ableger Meteos: Disney Magic.
Der Spieler muss als Wächter einer Reihe von Planeten diese vor der Zerstörung durch einen Meteoritenhagel bewahren, die von einem bösartigen Planeten namens Meteo ausgehen. Meteos wurde von Masahiro Sakurai (Kirby, Super Smash Bros.) entworfen und von Tetsuya Mizuguchi (Rez, Space Channel 5, Child of Eden, Tetris Effect) produziert.

## Rezeption
Der Titel erhielt überwiegend positive Bewertungen aus der Special-Interest-Presse und gehört mit einer aggregierten Wertung von 88 aus 100 Punkten laut Metacritic zu den bestbewerteten Spielen für Nintendo DS. Meteos wurde mehrfach ausgezeichnet. In Testberichten wird Meteos unter anderem mit Tetris, Polarium und Zoo Keeper verglichen.
Nintendo-Online.de erklärt das Spiel zu einem „Must-Have-Titel“ für den Nintendo DS. Computer Bild Spiele attestiert „perfekte Spielbarkeit“, ein „taktisch anspruchsvolles Spielprinzip“ und „auch nach Wochen [...] gute Unterhaltung“. Für 4Players hinterlässt Meteos „markante Spuren in der [zum Testzeitpunkt noch] jungen DS-Geschichte“.

### Auszeichnungen
- GameSpy Game of the Year 2005 als „DS-Puzzle-Spiel des Jahres“[6]
- IGN’s Best of 2005 als „Bestes DS-Puzzle-Spiel“[7]
- Nintendo Power Awards 2006 in der Rubrik „Beste Musik“[8]